# Kaede
Kaede är ett japanskt förnamn (楓) som betyder "lönn". Det kan användas för både män och kvinnor.

## Kända fiktiva personer med namnet Kaede
Shirakawa Kaede, den kvinnliga huvudpersonen i Sagan om klanen Otori.